# Eparchia skopińska
Eparchia skopińska – jedna z eparchii Rosyjskiego Kościoła Prawosławnego, z siedzibą w Skopinie. Należy do metropolii riazańskiej.
Erygowana przez Święty Synod Rosyjskiego Kościoła Prawosławnego 5 października 2011 poprzez wydzielenie z eparchii riazańskiej i kasimowskiej. Obejmuje terytorium części rejonów obwodu riazańskiego. 

## Biskupi skopińscy
- Włodzimierz (Samochin), 2011–2014[4]
- Mateusz (Andriejew), 2015–2017[5][6]
- Teodoret (Tichonow), 2017[7]–2020
- Pitirim (Tworogow), od 2020